# Kölsche Mess
Kölsche Mess ist die Eucharistiefeier/Heilige Messe in der römisch-katholischen Kirche und der Alt-Katholischen Kirche, die im Rheinland in der örtlichen Mundart Kölsch gefeiert wird. Dies umfasst Teile des Gottesdienstes, kann aber auch die gesamte Liturgie einschließlich der Lesung, der Gebete und der gesungenen Kirchenmusik umfassen. Die Kölsche Mess wird nicht nur während des Karnevals als Ausdruck des sogenannten rheinischen Katholizismus in Kirchengemeinden in und um Köln gefeiert. 

## Erste Kölsche Mess

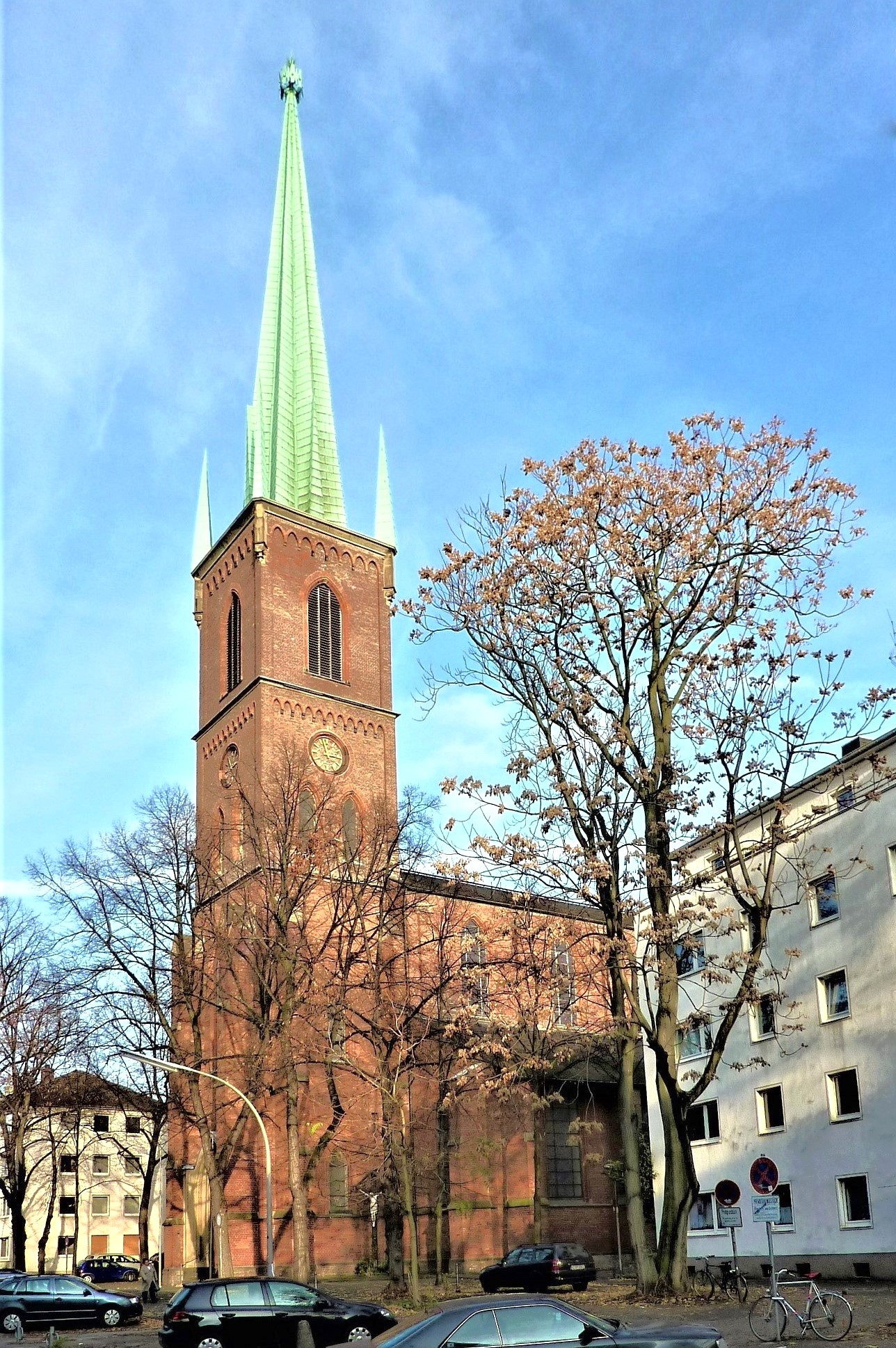
Liebfrauenkirche, Köln-Mülheim

Die Kölsche Mess geht auf eine Idee des Pastors Josef Metternich in der Pfarrei St. Liebfrauen (Köln-Mülheim) zurück. Anlässlich des hundertsten Geburtstages des in der Liebfrauenkirche getauften Kölner Komponisten und Texters Willi Ostermann sollte ein Gottesdienst in Kölscher Sprache gefeiert werden. Das Generalvikariat reagierte sehr skeptisch auf das Vorhaben, zu einem Verbot des Vorhabens kam es jedoch nicht. 
Die erste Eucharistiefeier im Kölner Dialekt fand schließlich am 29. Februar 1976, der Sonntag vor dem Rosenmontag, statt. Musikalische Unterstützung holte sich Josef Metternich bei dem Organisten und Chorleiter Erwin Nonnenbroich, während der Postbeamte Hans Kindgen, seinerzeit Präsident des Karnevalsvereins Reiter-Korps „Jan von Werth“, Bibeltexte auf Kölsch übersetzte.

## Kölsches Liedgut
Zum Einsatz gelangen zum Beispiel Lieder der Bläck Fööss oder der Höhner. Es gibt auch Umdichtungen bekannter Kirchenlieder in kölsche Mundart, die auf die bekannten Melodien gesungen werden. Es gibt auch eigens komponierte Lieder und ganze Messen, wie z. B. die „Kölsche Mess für Urjel, Tröt un Trumm“ von Werner Brock.